# Konstantinos Miliotis-Komninos

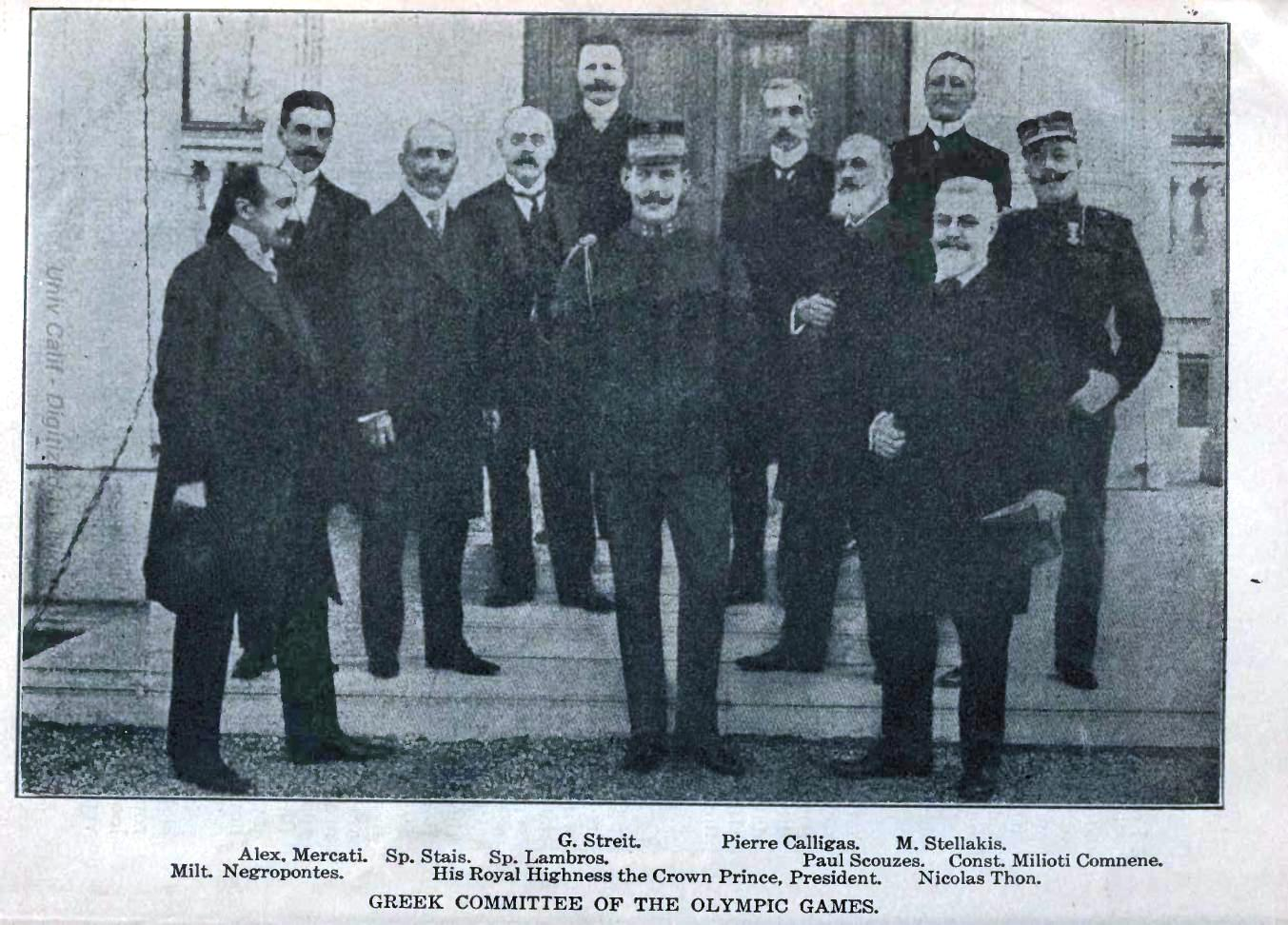
Miliotis-Komninos (ganz rechts) mit den Mitgliedern des Organisationskomitees der Olympischen Zwischenspiele 1906

Konstantinos Miliotis-Komninos (griechisch Κωνσταντίνος Μηλιώτης-Κομνηνός; * 1874 in Ermoupolis, Südliche Ägäis; † 1941) war ein griechischer Armeeoffizier und Fechter.
Miliotis-Komninos nahm an den Olympischen Sommerspielen 1896 in Athen als Fechter teil. Er wurde in der Vorrunde Dritter der Gruppe B und gewann einen Wettkampf gegen den letzten der Gruppe Georgios Balakakis. Somit schied er in der Vorrunde aus und wurde gemeinsam mit dem Franzosen Henri Delaborde fünfter im Wettkampf.